# Wladislaus de Witte

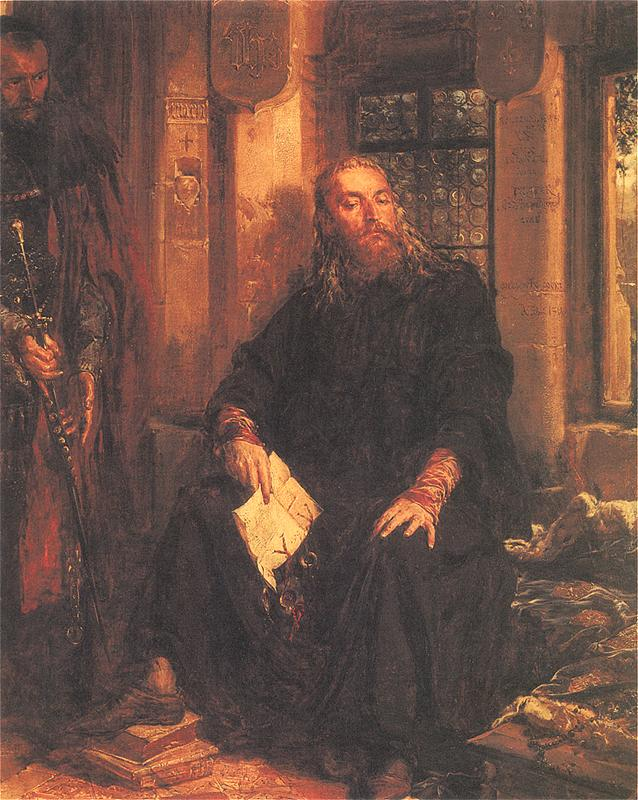
Władysław op een 19e-eeuws schilderij van Jan Matejko

Władysław van Gniewkowo, bijgenaamd de Witte, (1327/1333 — Dijon, 29 februari 1388) was van 1347-1364 hertog van Koejavië en na 1370 een pretendent van de kroon van Polen. 

## Hertog
Władysław was een zoon van Casimir III van Gniewkowo, een neef van de Poolse koning Casimir III. Rond 1347 erfde hij het kleine hertogdom Gniewkowo dat zijn grootvader Ziemomysl van Inowrocław in 1314 had gecreëerd. In 1359 huwde hij met Elżbieta, dochter van hertog  Albrecht van Strehlitz. Na de plotselinge dood van zijn vrouw (1360–1361) viel hij in een diepe rouw en besloot zijn gebieden te verkopen aan zijn vazalheer Casimir III van Polen. Hij ging op een pelgrimstocht en bezocht Malbork, Praag, het Heilig Land en Jeruzalem, en daarna Frankrijk, waar hij paus Urbanus V in Avignon ontmoette en in het cisterciënzerklooster in Cîteaux intrad. Na een jaar ging hij over naar een klooster van de benedictijnen  in Dijon.

## Troonpretendent
Na de dood van Casimir in 1370 besloot hij terug te keren naar zijn vroegere hertogdom, maar slaagde er niet in zich te laten ontslaan van zijn kerkelijke geloften. Toen de nieuwe koning van Polen, Lodewijk I van Hongarije, hem weigerde te steunen, eiste hij de Poolse troon voor zichzelf op en begon een oorlog tegen Lodewijk. Deze oorlog kon hij niet winnen en in 1375–1377 sloot hij een vergelijk met Lodewijk, die hem 10.000 florijnen beloofde en de rang van abt in het klooster van Pannonhalma om af te zien van alle rechten als hertog en troonpretendent. Władysław bleef tot 1379 in dat klooster, maar toen Lodewijk er niet in slaagde het beloofde bedrag te betalen ging hij naar Koejavië, zette Lodewijk onder druk om hem toch te betalen, en keerde uiteindelijk terug naar het klooster van Dijon. 
Vanwege zijn avontuurlijk leven kreeg hij in Frankrijk de bijnaam Le Roy Lancelot. Na de dood van Lodewijk in 1382 ontsloeg paus Clemens VII Władysław van zijn kerkelijke geloften, maar Władysław kon zijn hertogdom niet terugwinnen. Hij overleed in Dijon in 1388, en met hem stierf de mannelijke lijn van Koejavische Piasten uit.